# دراگون کوئست
دراگون کوئست (به انگلیسی: Dragon Quest) که تا سال ۲۰۰۵ با عنوان جنگجوی اژدها (به انگلیسی: Dragon Warrior) در آمریکای شمالی منتشر می‌شد، مجموعه بازیهای ویدئویی نقش‌آفرینی ژاپنی است که توسط استودیوهای Armor Project (یوجی هوری)، Bird Studio (آکیرا توریاما) و Sugiyama Kobo (کویچی سوگیاما) و ناشر Enix ساخته شده است. تاکنون چندین شرکت حق انتشار این مجموعه را داشته‌اند و توسط اسکوئر انیکس منتشر می‌شوند ولی نسخه‌های پورت شده برای کنسول‌های نینتندو دی‌اس، نینتندو ۳دی‌اس و نینتندو سوئیچ توسط نینتندو در خارج از ژاپن منتشر می‌شوند. نخستین بازی مجموعه در سال ۱۹۸۶ منتشر شد و از آن زمان، یازده بازی از سری اصلی به همراه بازی‌های اسپین آف متعدد نیز تولید شده‌اند. علاوه بر این، مانگا، انیمه و رمان‌های زیادی از این فرنچایز منتشر شده‌اند که تقریباً هر بازی از سری اصلی دارای یک محصول اقتباس شده است.
این سری ویژگی‌های زیادی را به ژانر نقش آفرینی اضافه کرد و تأثیر بسزایی در توسعه سایر بازی‌های نقش آفرینی داشته است. در اوایل این مجموعه، بازی‌های دراگون کوئست تحت عنوان جنگجوی اژدها در آمریکای شمالی منتشر کمی شد تا از تضاد علامت تجاری با یک بازی نقش‌آفرینی رومیزی دیگر به نام DragonQuest که ربطی به بازی نداشت، جلوگیری کنند. اسکوئر انیکس تا سال ۲۰۰۲ علامت تجاری دراگون کوئست را برای استفاده در آمریکا ثبت نکرد.
داستان اصلی بیشتر بازی‌های دراگون کوئست دربارهٔ یک قهرمان است که می‌خواهد سرزمین را از خطر یک دشمن شیطانی قدرتمند نجات دهد و معمولاً با گروهی از افراد به ماجراجویی می‌پردازد. عناصر گیم پلی در سرتاسر مجموعه و نسخه‌های اسپین آف آن ثابت است که شامل مبارزات نوبتی. هیولاهای تکراری از جمله اسلایم که به طلسم تبدیل شده، یک سیستم منوی مبتنی بر متن؛ و برخوردهای تصادفی با دشمنان می‌شود.
در طول دهه‌ها شرکت‌های توسعه‌دهنده مختلفی بر روی دراگون کوئست کار کردند ولی از زمان آغاز به کار مجموعه، سازندگان اصلی ثابت باقی مانده مانند نویسنده سناریو و طراح بازی یوجی هوری، طراح شخصیت آکیرا توریاما و آهنگساز موسیقی کویچی سوگیاما در تولید مجموعه نقش اصلی داشته‌اند. فلسفه اصلی این مجموعه این است که گیم پلی بازی را بصری کند تا بازیکنان بتوانند به راحتی بازی را شروع کنند. این مجموعه دارای تعدادی مضامین مذهبی است که در نسخه‌های کنسول NES در خارج از ژاپن به شدت سانسور شده‌اند.

## بازی‌ها
| ۱۹۸۶      | دراگون کوئست    |
| ۱۹۸۷      | دراگون کوئست ۲  |
| ۱۹۸۸      | دراگون کوئست ۳  |
| ۱۹۸۹      |                 |
| ۱۹۹۰      | دراگون کوئست ۴  |
| ۱۹۹۱      |                 |
| ۱۹۹۲      | دراگون کوئست ۵  |
| ۱۹۹۳–۱۹۹۴ |                 |
| ۱۹۹۵      | دراگون کوئست ۶  |
| ۱۹۹۶–۱۹۹۹ |                 |
| ۲۰۰۰      | دراگون کوئست ۷  |
| ۲۰۰۱–۲۰۰۳ |                 |
| ۲۰۰۴      | دراگون کوئست ۸  |
| ۲۰۰۵–۲۰۰۸ |                 |
| ۲۰۰۹      | دراگون کوئست ۹  |
| ۲۰۱۰–۲۰۱۱ |                 |
| ۲۰۱۲      | دراگون کوئست ۱۰ |
| ۲۰۱۳–۲۰۱۶ |                 |
| ۲۰۱۷      | دراگون کوئست ۱۱ |
| TBA       | دراگون کوئست ۱۲ |